# 뉴욕 프라이드 행진

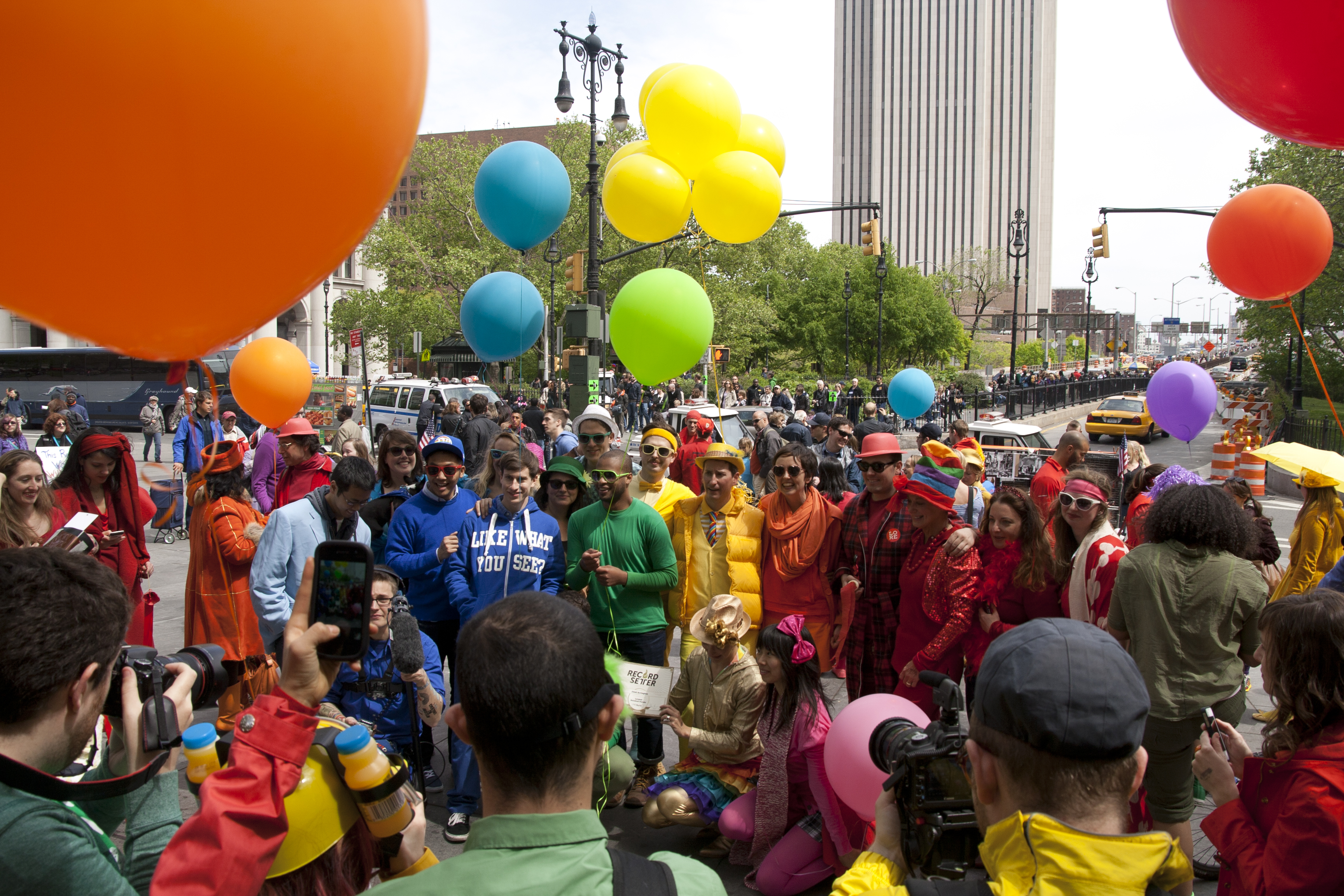

뉴욕 프라이드 행진(New York City LGBT Pride March)은 미국 뉴욕 시의 5번가에서 개최하는 축제로, 1970년 처음으로 개최되었다. 상파울루 LGBT 프라이드 퍼레이드와 세계 최대의 프라이드 퍼레이드로 꼽히며 매년 수만 명의 참가자와 수백만 명의 관객을 끌어들인다.